# Paul O'Neill
Paul Henry O'Neill (4. prosinca 1935.) bivši i 72. američki tajnik za financije. 

## Životopis
O'Neill je odrastao u vojničkoj obitelji, i često se selio u djetinjstvu i mladosti, sve dok se nije skrasio u Pittsburghu, koji mu je današnji dom. Diplomirao je ekonomiju te stekao magisterij iz javne uprave. 
Godine 1961. se zaposlio kao računalni analitičar u Upravi za veterane, gdje je radio do 1966. godine. Sljedeće godine se priključio Uredu za menadžment i proračun, gdje je napredovao do zamjenika direktora. Nakon pobjede Jimmyja Cartera na izborima dobio je potpredsjedničko mjesto u International Paper Company u Pittsburghu, a od 1985. do 1987. je bio predsjednik te kompanije. 

## Politička karijera
Godine 1988. mu je novoizabrani predsjednik George H.W. Bush ponudio mjesto tajnika za obranu u njegovoj administraciji. O'Neill je to odbio i umjesto toga Bushu preporučio Dicka Cheneya, koji je na kraju i dobio to mjesto. Umjesto toga, O'Neill je od 1987. do 1999. godine upravljao pitsburškim aluminijskim gigantom Alcoa. Za vrijeme njegovog upravljanja to je postala jedna od najuspješnijih korporacija na svijetu.
Nakon izborne pobjede, predsjednik George W. Bush mu je ponudio mjesto tajnika za financije. O'Neill je prihvatio i preuzeo dužnost 2001. godine. Međutim, vrlo brzo je došao u sukob s Bushom, jer je njegovu politiku smanjenja poreza uz istovremeno povećanje izdataka za obranu smatrao financijski neodgovornom. O'Neill je te stavove iznosio javno, i s vremenom izgubio Bushovu naklonost. U prosincu 2002. godine je prisiljen podnijeti ostavku, a naslijedio ga je John W. Snow.
Početkom 2004. O'Neill je Busha žestoko kritizirao u Price of Loyalty, knjizi novinara Rona Suskinda koja opisuje prve dvije godine predsjednikove administracije.

## Vanjske poveznice
- Aid to Brazil but No Open Hand  Arhivirana inačica izvorne stranice od 7. listopada 2008. (Wayback Machine)